# Banjareja (Kuwarasan)
Banjareja is een bestuurslaag in het regentschap Kebumen van de provincie Midden-Java, Indonesië. Banjareja telt 2512 inwoners (volkstelling 2010).